# Buchsee
Buchsee este o arie protejată (arie specială de conservare — SAC, sit de importanță comunitară — SCI) din Germania întinsă pe o suprafață de 5,41 ha, integral pe uscat.

## Localizare
Centrul sitului Buchsee este situat la coordonatele 52°57′46″N 14°00′35″E / 52.9628°N 14.0097°E.

## Înființare
Situl Buchsee a fost declarat sit de importanță comunitară în martie 2004.

## Biodiversitate
Situată în ecoregiunea continentală, aria protejată conține 2 habitate naturale: Lacuri eutrofice naturale cu vegetație de tip Magnopotamion sau Hydrocharition, Pajiști stepice subpanonice.
La baza desemnării sitului se află mai multe specii protejate:
- amfibieni (1): buhai de baltă cu burta roșie (Bombina bombina)
- mamifere (1): vidră de râu (Lutra lutra)

Pe lângă speciile protejate, pe teritoriul sitului au mai fost identificate 2 specii de plante, 1 specie de amfibieni.